# Ravaillacz
Ravaillacz var en svensk superkvartett som tävlade i Melodifestivalen 2013 med låten "En riktig jävla schlager". Gruppen bestod av Tommy Körberg, Claes Malmberg, Johan Rabaeus och Mats Ronander och låten var skriven av Kjell Jennstig, Leif Goldkuhl och Henrik Dorsin och producerad av Johan Liljedahl. Låten framfördes i den tredje deltävlingen i Skellefteå Kraft Arena i Skellefteå den 16 februari 2013 och där gick den direkt vidare till final i Friends Arena i Stockholm den 9 mars 2013. Där slutade den på en 10:e (sista) plats med 40 poäng. Låten tog sig in på Svensktoppen den 24 mars samma år och hamnade på en sjätteplats. Bidraget låg i fem veckor på Svensktoppen. Låten kom också på plats nummer 18 på Swedish Charts och stannade på hitlistan i 5 veckor.
Gruppen medverkade i Allsång på Skansen den 6 augusti samma år.

### Fotnoter
1. ↑  Sveriges Radio: Ravaillacz blir veckans högsta nykomlingar
2. ↑  Swedish Charts
3. ↑  ”SVT1 2013-08-06”. Svensk mediedatabas. 25 februari 2013. http://smdb.kb.se/catalog/id/002937804. Läst 6 augusti 2013.